# بخش پینژسکی
بخش پینژسکی (به لاتین: Pinezhsky District) یک منطقهٔ مسکونی در روسیه است که در استان آرخانگلسک واقع شده‌است.